# تربيع القطع المكافئ

قطعة مستقيمة مكافِئِّية.

تربيع القطع المكافئ (باليونانية: Τετραγωνισμὸς παραβολῆς)‏ هي رسالة هندسية كتبها أرخميدس في القرن الثالث قبل الميلاد وموجهة لصديقه السكندري دوسيثوس Dositheus. احتوت على 24 مبرهنة حول القطع المكافئ، وتنتهي ببرهانين يبينان أن مساحة القطعة المستقيمة المكافئية (المنطقة المحاطة بقطع مكافئ ومستقيم) هي 4/3 مساحة مثلث ما محاط بالخط المستقيم والقطع المكافيء.
تعد الرسالة أشهر أعمال أرخميدس، تحديدا لاستخدامه المبتكر لطريقة الاستنفاد وكذا المتسلسلات الهندسية. قسم أرخميدس المنطقة لعدد لا نهائي من المثلثات التي مثلت مساحاتها متتالية هندسية. ثم قام بحساب مجموع المتسلسلة الهندسية الناتجة وأثبت أنه مساوٍ لمساحة القطعة المستقيمة المكافِئِّية. مثل هذا البرهان نموذجا متقدما في استخدام برهان الخُلْف في الرياضيات اليونانية القديمة، وظل حل أرخميدس غير مسبوق حتى ظهور صيغة كافالييري التربيعية ثم حساب التكامل في القرن السابع عشر.

## النظرية الرئيسية
هي منطقة يحدها قطع مكافئ وخط. لحساب مساحة القطعة المستقيمة المكافِئِّية، رسم أرخميدس مثلثًا، قاعدته هي وتر القطع المكافئ، ورأسه هو نقطة موجودة على القطع المكافئ بحيث يكون مماس القطع المكافئ عندها موازيًا للوتر. تنص المبرهنة 1 في الرسالة على أن الخط المرسوم من الرأس موازي للمحور يقسم الوتر لجزأين متساويين. تقرر النظرية الرئيسية أن مساحة القطعة المستقيمة المكافِئِّية تساوي 4/3 مساحة المثلث المرسوم داخلها.

## بنية النص
كانت القطع المخروطية ومنها القطع المكافئ معروفة بالفعل في أيام أرخميدس بفضل أعمال مينايخموس قبلها بقرن. ولكن لم يكن حساب مساحة القطع المخروطي سهلا قبل ظهور التفاضل والتكامل. عرض أرخميدس أول حل مٌثبَت لهذه المشكلة بالتركيز خاصةً على المنطقة التي يحدها القطع المكافئ والوتر.
قدم أرخميدس برهانين على النظرية الرئيسية: أحدهما ميكانيكي والآخر هندسي. في البرهان الميكانيكي، استخدم أرخميدس رافعة في حالة توازن مع أجزاء ذات ثقل من قطع مكافئ ومثلث معلقين على طرفي ذراع الرافعة على مسافات معينة من نقطة الارتكاز. عندما يكون مركز ثقل المثلث معروفًا، ينتج عن توازن الرافعة معرفة مساحة القطع المكافئ باستخدام مساحة المثلث الذي له نفس القاعدة والارتفاع المتساوي. تختلف طريقة أرخميدس هنا قليلا عما قام به في حول توازن السطوح حيث مراكز الثقل عند مستوى أدنى من الميزان. البرهان الثاني الأكثر شهرة يستخدم الطرق الهندسية البحتة، وخصوصا مجموع المتسلسلة الهندسية.
من بين أربعة وعشرين نطرية، فإن أول ثلاثة منهم مقتبسين دون برهان من كتاب مخروطات (Conics) إقليدس (عمل ضائع لإقليدس عنالمقاطع المخروطية). النظريتان 4 و 5 تحدادن الخصائص الأولية للقطع المكافئ. تقدم النظريات 6-17 برهانًا ميكانيكيًا للنظرية الرئيسية ؛ وتقدم النظريات 18-24 برهانا هندسيًا.

## برهان هندسي

يقسم برهان أرخميدس الثاني القطعة المكافئية لعدد اعتباطي من المثلثات.

### تقسيم القطعة المكافئية
الفكرة الرئيسية للإثبات هي تقسيم القطعة المستقيمة المكافئية لعدد لا نهائي من المثلثات، كما هو موضح في الشكل. كل من هذه المثلثات مرسومة داخل قطعة مكافئية بنفس الطريقة المرسوم بها المثلث الأزرق داخل القطعة المكافئية الكبيرة.

### مساحات المثلثات
في النظريات من 18 إلى 21 ، أثبت أرخميدس أن مساحة كل مثلث أخضر تساوي ثُمن مساحة المثلث الأزرق. من وجهة نظر حديثة، هذا لأن المثلث الأخضر له نصف عرض المثلث الأزرق وربع ارتفاع المثلث الأزرق:
بالتبعية، مساحة كل مثلث أصفر هي ثُمن مساحة المثلث الأخضر، ومساحة كل مثلث أحمر هي ثُمن مساحة المثلث الأصفر، وهكذا باستخدام طريقة الاستنفاد، نصل لصيغة مساحة القطعة المكافئية عن طريق
{\displaystyle {\text{Area}}\;=\;T\,+\,2\left({\frac {T}{8}}\right)\,+\,4\left({\frac {T}{8^{2}}}\right)\,+\,8\left({\frac {T}{8^{3}}}\right)\,+\,\cdots .}
هنا T (الحد الأول) تمثل مساحة المثلث الأزرق الكبير، ويمثل الحد الثاني المساحة الكلية للمثلثين الأخضرين، ويمثل الحد الثالث المساحة الكلية للمثلثات الأربعة الصفراء، الخ. بتبسيط الصيغة نصل إلى
{\displaystyle {\text{Area}}\;=\;\left(1\,+\,{\frac {1}{4}}\,+\,{\frac {1}{16}}\,+\,{\frac {1}{64}}\,+\,\cdots \right)T.}

### مجموع المتسلسلة
لإكمال البرهان، أظهر أرخميدس أن
{\displaystyle 1\,+\,{\frac {1}{4}}\,+\,{\frac {1}{16}}\,+\,{\frac {1}{64}}\,+\,\cdots \;=\;{\frac {4}{3}}.}

برهان أرخميدس على أن 1/4 + 1/16 + 1/64 + ... = 1/3

الصيغة أعلاه هي متسلسلة هندسية - كل حد يمثل ربع الحد السابق عليه. في الرياضيات الحديثة، هذه الصيغة هي حالة خاصة لصيغة مجموع المتسلسلة الهندسية.
توصل أرخميدس للمجموع بطريقة هندسية صرفة،  كما موضح في الصورة. وفيها نرى الوحدة المربعة مقسمة إلى ما لا نهاية من مربعات أصغر. حيث مساحة كل مربع أرجواني هي ربع مساحة المربع السابق عليه، ومجموع المتسلسلة هو إجمالي مساحة المربعات الأرجوانية
{\displaystyle {\frac {1}{4}}\,+\,{\frac {1}{16}}\,+\,{\frac {1}{64}}\,+\,\cdots .}
ومع ذلك، فالمربعات الأرجوانية تتطابق مع أي مجموعة من المربعات الصفراء، وبالتالي فمجموع المربعات الأرجوانية مع المربعات الصفراء يغطي ثلث مساحة مربع الوحدة. ويترتب على ذلك أن السلسلة أعلاه مجموعها يؤؤل إلى 4/3 (حيث 1 + 1/3 = 4/3).

## أنظر أيضا
- تاريخ حساب التفاضل والتكامل
- حول الكرة والأسطوانة
- تربيع (مساحات)

## ملحوظات
1. ↑  Swain، Gordon؛ Dence، Thomas (1998). "Archimedes' Quadrature of the Parabola Revisited". Mathematics Magazine. ج. 71 ع. 2: 123–130. DOI:10.2307/2691014. ISSN:0025-570X. JSTOR:2691014. مؤرشف من الأصل في 2022-03-10.
2. ↑  Cusick، Larry W. (2008). "Archimedean Quadrature Redux". Mathematics Magazine. ج. 81 ع. 2: 83–95. DOI:10.1080/0025570X.2008.11953535. ISSN:0025-570X. JSTOR:27643090. مؤرشف من الأصل في 2021-11-05.
3. ↑  Towne، R. (2018). "Archimedes in the Clasroom". Master's Thesis. جامعة جون كارول. مؤرشف من الأصل في 2021-11-05.
4. ↑  "Quadrature of the parabola, Introduction". web.calstatela.edu. مؤرشف من الأصل في 2019-08-06. اطلع عليه بتاريخ 2021-07-03.
5. ↑  "The Illustrated Method of Archimedes". Scribd (بالإنجليزية). Archived from the original on 2021-11-05. Retrieved 2021-07-03.
6. ↑  Dijksterhuis, E. J. (1987). "Quadrature of the Parabola" (بالإنجليزية). Archimedes. pp. 336–345. Archived from the original on 2021-11-02.
7. ↑  The green triangle has half of the width of blue triangle by construction. The statement about the height follows from the geometric properties of a parabola, and is easy to prove using modern هندسة تحليلية.
8. ↑  Strictly speaking, Archimedes evaluates the متسلسلة of this series, and uses the خاصية أرخميدس to argue that the partial sums become arbitrarily close to 4/3. This is logically equivalent to the modern idea of summing an infinite series.

## للمزيد
- Ajose, Sunday and Roger Nelsen (يونيو 1994). "Proof without Words: Geometric Series". Mathematics Magazine. ج. 67 ع. 3: 230. DOI:10.2307/2690617. JSTOR:2690617.
- Ancora, Luciano (2014). "Quadrature of the parabola with the square pyramidal number". Archimede. ج. 66 ع. 3. مؤرشف من الأصل في 2023-02-12.
- Bressoud، David M. (2006). A Radical Approach to Real Analysis (ط. 2nd). اتحاد الرياضيات الأمريكي. ISBN:0-88385-747-2..
- Dijksterhuis, E.J. (1987) "Archimedes", Princeton U. Press (ردمك 0-691-08421-1)
- Edwards Jr.، C. H. (1994). The Historical Development of the Calculus (ط. 3rd). Springer. ISBN:0-387-94313-7..
- Heath، Thomas L. (2011). The Works of Archimedes (ط. 2nd). CreateSpace. ISBN:978-1-4637-4473-1.
- Simmons، George F. (2007). Calculus Gems. Mathematical Association of America. ISBN:978-0-88385-561-4. مؤرشف من الأصل في 2022-07-15..
- Stein، Sherman K. (1999). Archimedes: What Did He Do Besides Cry Eureka?. Mathematical Association of America. ISBN:0-88385-718-9. مؤرشف من الأصل في 2022-02-10.
- Stillwell، John (2004). Mathematics and its History (ط. 2nd). Springer. ISBN:0-387-95336-1..
- Swain, Gordon and Thomas Dence (أبريل 1998). "Archimedes' Quadrature of the Parabola Revisited". Mathematics Magazine. ج. 71 ع. 2: 123–30. DOI:10.2307/2691014. JSTOR:2691014.
- Wilson، Alistair Macintosh (1995). The Infinite in the Finite. دار نشر جامعة أكسفورد. ISBN:0-19-853950-9..

## روابط خارجية
- Casselman، Bill. "Archimedes' quadrature of the parabola". مؤرشف من الأصل في 2012-02-04. Full text, as translated by T.L. Heath.
- Xavier University  [لغات أخرى]‏ Department of Mathematics and Computer Science. "Archimedes of Syracuse". مؤرشف من الأصل في 2021-06-18.{{استشهاد ويب}}:  صيانة الاستشهاد: أسماء عددية: قائمة المؤلفين (link) صيانة الاستشهاد: أسماء متعددة: قائمة المؤلفين (link) Text of propositions 1–3 and 20–24, with commentary.
- http://planetmath.org/ArchimedesCalculus